# Concerto cho vĩ cầm (Previn)
Concerto cho vĩ cầm và Dàn nhạc "Anne-Sophie" là một bản concerto cho vĩ cầm của André Previn. Tác phẩm này được sáng tác vào năm 2001 theo yêu cầu của Dàn nhạc Giao hưởng Boston dành cho Anne-Sophie Mutter. Previn thực hiện buổi biểu diễn đầu tiên của concerto này vào tháng 3 năm 2002 tại Boston. Những người tham gia biểu diễn đã thu âm tác phẩm vào năm 2003 và bản thu âm sau đó nhận được giải Grammy vào năm 2005.

## Lịch sử
Previn đã sáng tác bản concerto cho vĩ cầm này vào năm 2001 dưới sự ủy thác của Dàn nhạc Giao hưởng Boston. Ông đã tự viết phần độc tấu cho nghệ sĩ vĩ cầm Anne-Sophie Mutter trong tâm trí. Previn gọi tên tác phẩm là "Anne-Sophie" để vinh danh bà, một nghệ sĩ độc tấu, người sẽ trở thành vợ ông. Cách gọi này khiến cho tác phẩm được mô tả như một "bức thư tình" âm nhạc, cũng như là một "món quà đính hôn". Buổi hòa nhạc lần đầu trước công chúng diễn ra vào ngày 14 tháng 3 năm 2002 cũng do nhà soạn nhạc thực hiện. Hai người đã kết hôn vào tháng 8 cùng năm. Họ sau đó thực hiện một bản thu âm được phát hành vào năm 2003, và lưu diễn quanh châu Âu với Dàn nhạc giao hưởng Oslo, bao gồm cả buổi hòa nhạc với The Proms tại Hội trường Hoàng gia Albert vào ngày 30 tháng 8 năm 2004. Hai người đã ly hôn vào năm 2006.

## Cấu trúc và âm nhạc
Concerto này gồm có 3 chương
1. Moderato
2. Cadenza - Chậm rãi
3. Andante ("từ một chuyến tàu ở Đức")

Khác thường lệ, các chương của bản concerto có sự kéo dài về thời lượng. Một buổi biểu diễn điển hình của tác phẩm sẽ diễn ra trong khoảng 40 phút. Một nhà phê bình từ Gramophone nhấn mạnh rằng chương đầu tiên đã cho thấy sự tương đồng với bản concerto cho vĩ cầm của Korngold mà Mutter và Previn đã biểu diễn cùng nhau, một "chủ nghĩa lãng mạn trong rạp chiếu phim hoài cổ ngọt ngào". Chương thứ hai có nhiều sức nặng trong câu chữ, được Previn mô tả là "cằn cỗi và nhiều axit" hơn so với các chương kết. Chương thứ ba, có phụ đề là "từ một chuyến tàu ở Đức", thể hiện ký ức của nhà soạn nhạc về chuyến đi tàu khi ông còn là một cậu bé sống ở Đức, bao gồm các biến thể của bài hát thiếu nhi "Wenn ich ein Vöglein wär". Một nhà phê bình đã ghi nhận sự hài hước của chương này và nhận xét rằng "những chuyến bay giai điệu xuất thần", kết thúc "đẹp một cách đen tối". Nhà soạn nhạc đã sử dụng màu sắc của dàn nhạc, nhưng đều thống nhất tập trung vào nghệ sĩ độc tấu.

## Thu âm
Bản concerto này được ghi âm bởi những người biểu diễn trong buổi ra mắt, được phát hành bởi Deutsche Grammophon vào năm 2003, cùng với bản Serenade năm 1954 của Leonard Bernstein sau "Hội nghị chuyên đề" của Plato dành cho vĩ cầm độc tấu, dàn nhạc dây, đàn hạc và bộ gõ, với Mutter và Dàn nhạc giao hưởng London.  Một nhà phê bình đã so sánh chương đầu tiên của tác phẩm với các bản hòa tấu của Korngold và Prokofiev. Cách chơi của Mutter được mô tả là khiêu vũ "qua những đoạn gai góc nhất" và mang lại "ánh sáng mượt mà cho cả những nốt nhạc được đặt ở âm lượng to nhất", trong khi dàn nhạc chơi "với sự kết hợp lý tưởng giữa sự xa hoa và tinh tế".

## Di sản
Concerto cho vĩ cầm của Previn được coi là là một trong những tác phẩm thành công nhất của nhà soạn nhạc. Bản thu âm đã nhận được giải Grammy ở hạng mục "biểu diễn độc tấu nhạc cụ với dàn nhạc" vào năm 2004. Một thời gian ngắn trước khi Previn qua đời vào tháng 2 năm 2019, Mutter đã bắt đầu một chuyến lưu diễn biểu diễn ở Hoa Kỳ, bao gồm cả buổi hòa nhạc trong buổi biểu diễn của bà.